# Éva Gulyás
Éva Gulyás, coniugata Beloberkné (Budapest, 27 ottobre 1955), è un'ex cestista ungherese.
È la sorella di Ildikó Gulyás.

## Carriera
Con l'Ungheria ha disputato i Giochi olimpici di Mosca 1980, i Campionati mondiali del 1975 e sette edizioni dei Campionati europei (1974, 1976, 1978, 1980, 1981, 1983, 1989).